# Беканкур (Квебек)
Беканкур (фр. Bécancour) је град у Канади у покрајини Квебек. Према резултатима пописа 2011. у граду је живело 12.438 становника.

## Становништво
Према резултатима пописа становништва из 2011. у граду је живело 12.438 становника, што је за 13,3% више у односу на попис из 2006. када је регистровано 10.975 житеља. 
| 2006.  | 2011.  |
| ------ | ------ |
| 10.975 | 12.438 |